# هنان ۲۰۸۵
سیارک ۲۰۸۵ (به انگلیسی: 2085 Henan، نامگذاری:1965YA) دو هزار و هشتاد و پنجمین سیارک کشف شده‌است که در ۲۰ دسامبر ۱۹۶۵ کشف شد.
قدر مطلق سیارک برابر ۱۱٫۴۰ است.